# Broekeerdgronden
Een broekeerdgrond is een bodemtype binnen het Nederlandse systeem van bodemclassificatie dat behoort tot de suborde van de hydroeerdgronden, de eerdgronden met een dunne A-horizont en voortdurend of periodiek hoge grondwaterstanden. Broekeerdgronden zijn moerige eerdgronden met een gerijpte ondergrond of met een zandondergrond. De moerige eerdgronden met een niet-gerijpte ondergrond worden gerekend tot de subgroep van de plaseerdgronden.
Er zijn twee typen binnen de broekeerdgronden te onderscheiden:
- minerale gronden met een moerige bovengrond
- minerale gronden met een moerige tussenlaag, waarop een zavel-, klei- of zanddek ligt

De eerste groep, de broekeerdgronden met een moerige bovengrond, worden veel aangetroffen in beekdalen in het Pleistocene zandgebied. Het zijn op deze plaatsen de moerige equivalenten van de beekeerdgronden. Op een gerijpte zavel- of kleiondergrond worden ze niet veel aangetroffen.
De tweede groep, de broekeerdgronden met een moerige tussenlaag en met een zavel- of kleidek, worden voornamelijk gevonden langs de randen van het Pleistocene zandgebied. De profielopbouw, een dunne laag zavel of klei op veen op zand, lijkt op die van een moerpodzolgrond met een zavel- of kleidek. Een belangrijk verschil is de duidelijke podzol-B horizont van de moerpodzolgrond die bij een broekeerdgrond ontbreekt.
Op deze natte gronden komt de veldnaam broek, een benaming voor laag moerasbos, veelvuldig voor. In oudere literatuur worden deze gronden ook wel venige beekdalgronden of broekige beekgraslandgronden genoemd.
| Horizont | Diepte   | Omschrijving |
| -------- | -------- | --- |
| Ahg1     | 0-8 cm   | graszode; zwart, venig, matig fijn zand met enkele roestvlekken                                                 |
| Ahg2     | 8-30 cm  | zeer donkergrijs, venig, zand met enkele roestvlekken                                                           |
| Cg1      | 30-70 cm | lichtgrijs, humusarm, zwak lemig, matig fijn zand met enkele grote roestvlekken                                 |
| Cr       | > 70 cm  | grijs tot olijfgrijs, gereduceerd, uiterst humusarm, leemarm, matig fijn zand met enkele resten van boomwortels |